# Ricardo Clement
Ricardo Clement, conocido bajo el seudónimo de "Alecus" (Ciudad de México, 1 de enero de 1962), es un artista mexicano-salvadoreño con obras en los campos de la pintura, escultura, fotografía, caricaturas y artes plásticas. Realizó estudios en su natal, Ciudad de México, en la Escuela Nacional de Artes Plásticas (ENAP) de la Universidad Nacional Autónoma de México (UNAM) y en la Escuela Nacional de Pintura "La Esmeralda", del Instituto Nacional de Bellas Artes (INBA).

## Datos biográficos
Llegó a El Salvador en 1986 para trabajar en televisión como asistente de cámara. Después trabajó con la agencia de noticias Viznews, que compraría Reuters, para quien trabajaría durante diez años en diferentes países de Latinoamérica. En 1997 regresa a El Salvador. Desde 1988 ha realizado caricatura política bajo el seudónimo "Alecus", inspirado en el escritor anarquista griego Alekos Panagoulis, y su trabajo se ha publicado en los periódicos La Jornada, El Día y El Universal, en México, y en Diario Latino y La Noticia, El Diario de Hoy y La Prensa Gráfica en El Salvador. Comienza a publicar en 1999 diariamente caricaturas para el periódico La Prensa Gráfica hasta el año 2008. Posteriormente trabaja para la revista "Siglo 21" de Guatemala en 2008 y 2009.

## Exposiciones individuales
- 2022 "Soñé un insecto con personas sobre él...". Museo de Arte de El Salvador. San Salvador, El Salvador.[4]
- 2005 Fragmentos, Galería La Pinacoteca. San Salvador, El Salvador.
- 2005 "La Calle". El Sitio Cultural. Antigua Guatemala.
- 2004 El humor es cosa seria. Editorial Universidad Francisco Gavidia.[5]
- 2000 "Corazones y Espinas", Café La Ventana. San Salvador, El Salvador.
- 1995 "Cielo y Tierra", Centro Cultural El Juglar. México D.F.
- 1993 "De Sol y Barro", Patronato Propatrimonio Cultural. San Salvador, El Salvador.
- 1991 "Fusiones y Encuentros", Teatro Nacional. San Salvador, El Salvador.
- 1989 "Iguanas y Tejados", Galería El Laberinto”. San Salvador, El Salvador.

## Reconocimientos
- 2011 tercer galardón de la categoría general del certamen «World Press Cartoon» por su caricatura «Mineros chilenos».[2]
- 2005 Residencia Art Omi, Nueva York.
- 2004 Premio de la Excelencia, Sociedad Interamericana de Prensa
- 2004 Premio a la Creatividad, Consejo Nacional para la Cultura del El Salvador.